# Devara Honnekoppa, Hosanagara
Devara Honnekoppa là một làng thuộc tehsil Hosanagara, huyện Shimoga, bang Karnataka, Ấn Độ.